# Vanessa Brown (zapaśniczka)
Vanessa Brown (ur. 8 sierpnia 1986) – kanadyjska zapaśniczka. Złota medalistka mistrzostw panamerykańskich w 2010, srebro w 2008. Czwarta w Pucharze Świata w 2014 roku. Najlepsza na igrzyskach frankofońskich w 2013 roku.